# Parlament Antigui i Barbudy
Parlament Antigui i Barbudy (ang. Parliament of Antigua and Barbuda) – główny organ władzy ustawodawczej w Antigui i Barbudzie. Formalnie składa się z trzech izb: królowej, Izby Reprezentantów oraz Senatu. W praktyce jednak jest parlamentem bikameralnym, gdyż rola królowej w procesie ustawodawczym jest symboliczna.

## Izby
Izbą niższą jest Izba Reprezentantów, składająca się z 17 członków wybieranych na pięcioletnią kadencję oraz dwóch członków zasiadających w niej z urzędu. Są nimi prokurator generalny oraz apolityczny spiker Izby, wybierany przez pozostałych deputowanych spoza ich grona. Izba wyższa nosi nazwę Senatu i liczy 17 osób powoływanych na pięcioletnią kadencję przez gubernatora generalnego na wniosek premiera i lidera opozycji, tak aby układ sił między rządem a opozycją w Senacie odpowiadał temu panujące w Izbie.